# 杰梅恩·彭南特
杰梅恩·彭南特（英語：Jermaine Pennant，1983年1月15日—），出生於英格兰諾定咸，是一位前英格兰足球運動員，司職翼鋒。他在2009年夏天與利物浦解約，並加盟西甲剛季升級球會薩拉戈薩，於短暫借用到史篤城後，由於表現出色，在2011年轉會窗重開後正式加盟。

## 生平

### 球會
賓納是諾士郡的青訓球員，是一名出波型右翼。1999年他以16岁之齢轉会至英超球會阿仙奴（轉會費為250萬英鎊），首次聯賽上陣對修咸頓便連中三元，但六年間先後被外借到屈福特、列斯聯、伯明翰各兩次。2005年正式被伯明翰收購。一季後被老牌球會利物浦以670萬英鎊（但根據伯明翰與阿仙奴的協議，伯明翰要將這筆共以670萬英鎊的轉會費中的25%，即167.5万英鎊給予阿仙奴）將賓納特帶到晏菲路球場效力。加盟僅一季已成為利物浦的重要球員，並於對車路士的聯賽中入了一球精彩遠射。
2008/09年球季賓納上陣的次數大減，於2009年1月20日被外借到樸茨茅夫直到球季結束。季後遭利物浦棄用，於2009年7月9日離開英格蘭加盟西班牙球會薩拉戈薩，球隊整季在聯賽榜下游掙扎，他在操練時需要翻譯才明白教練的指示，更因兩週三次遲到而被送回家。
2010年夏季轉會窗關閉前，賓納獲借用返回英格蘭的史篤城直到翌年1月，期間表現出色，賓納表示希望繼續留效，但領隊東尼·佩利斯認為薩拉戈薩的600萬英鎊開價過高，12月29日最終雙方達成協議，以170萬英鎊成交，金額可增加至280萬英鎊，賓納簽署兩年半合約正式加盟。
2012年10月12日，英冠球會狼隊向英超史篤城借用賓納，為期三個月。
2013年6月6日，史篤城宣佈有7名球員不獲新合約可自由轉會，賓納為其中之一。
2013年6月18日，賓納被放棄後12天，新任史篤城領隊馬克·曉士重簽賓納，合約為期一年。

### 國家隊
雖然賓納很早就展開其足球生涯，不過就从未入選過英格兰国家足球隊，只曾在英格蘭青年軍效力。當發現其祖父是愛爾蘭人後，賓納於2011年3月主動接觸愛爾蘭足球協會關於他入選愛爾蘭國家隊的可能性。

## 醉駕入獄
2005年1月23日賓納將他的座駕在艾爾斯伯里撞上燈柱後被拘捕及控告醉酒駕駛及沒有保險，而當時他仍在罰停駕駛的16個月期間。於3月1日被判罪名成立及入獄90日。入獄30日後獲准假釋，賓納隨即返回伯明翰城繼續披甲，但在假釋期間就算上場比賽仍需帶上電子監察器。

## 榮譽
阿仙奴
- 2001年英格蘭足總青年盃冠軍
- 2004年英格蘭社區盾冠軍

利物浦
- 2006年英格蘭社區盾冠軍
- 2007年歐洲聯賽冠軍盃亞軍

## 外部連結
- Thisisanfield.com player profile （页面存档备份，存于）
- Official Liverpool profile
- 足球数据库：杰梅恩·彭南特的球员统计数据
- LFChistory.net player profile （页面存档备份，存于）